# Oberst László
Oberst László (Temesvár, 1942. július 25. –) erdélyi magyar mérnök, szakíró.

## Életútja
Középiskoláit szülővárosában végezte (1960), majd a temesvári Műegyetemen szerzett elektromérnöki szakképesítést (1965); ugyanott doktorált (1974). 1965-től a mai S. C. Elba villamossági gépgyárban laboratóriumi mérnök, majd a laboratórium főnöke; munkaköre a világítástechnikai kutatásfejlesztés, mérésmódszer-kutatás és -fejlesztés. Közben 1972–78 között a temesvári Műegyetem elektrotechnikai fakultásán kutatómérnökként, majd tanársegédként is dolgozott.

## Munkássága
Ismeretterjesztő írásokkal A Hétben és a TETT-ben jelentkezett; szaktanulmányait (szám szerint több mint 35-öt, részben társszerzőként) a Construcția de Mașini (1970), a németországi E und M (1971), a budapesti Villamosság (1973) és más szakfolyóiratok hasábjain közölte. Kilenc szabadalmazott találmányát a termelésben is alkalmazzák.